# Takao Uematsu
Takao Uematsu (Japans: 植松孝夫, Uematsu Takao, Tokio, 16 april 1947) is een Japanse muzikant in de fusion en jazz. Hij speelt tenorsaxofoon, sopraansaxofoon en basklarinet.

## Biografie
Uematsu, een autodidact, ging op zijn dertiende klarinet spelen, later stapte hij over op de tenorsaxofoon. Hij speelde in 1965 bij Akira Ishikawa, daarna bij Kiyoshi Sugimoto en, rond 1970, bij Takeshi Inomata, waarmee hij zijn eerste opnames maakte (met diens groep Band Sound Ltd.).
In 1970 nam hij met Takashi Imai, Sadayasu Fujii, Yoshio 'Chin' Suzuki en George Otsuka zijn debuutplaat Debut op voor het platenlabel Three Blind Mice. In 1971 maakte hij met saxofonist Takeru Muraoka het album Ride and Tie, waaraan Yoshio Suzuki, Motohiko Hino en Hiromasa Suzuki meewerkten. In 1977 volgde de fusion-plaat Straight Ahead (Art Union), opgenomen met Arihide Kurata, Motohiko Hamase, Tatsuji Yokoyama, Mikio Masuda en Hitoshi Okano. In de jaren 70 werkte hij met George Otsuka, Kiyoshi Sugimoto en Sunao Wada en speelde hij in het sextet van Terumasa Hino. In de jaren 80 en de vroege jaren 90 werkte hij met Shigeharu Mukai, Kazua Yashiro, Takako Ueno, Takehiro Honda en Maki Asakawa. In de jazz speelde hij tussen 1970 en 1992 mee op 36 opnamesessies.